# 日本料飲ビジネス研究会
日本料飲ビジネス研究会（英文表記: Ryouin-business society）は、東京都千代田区に本社を置く酒類に関するコンサルティング団体である。全国観光地の宿泊施設、飲食店、酒販店向けに「料飲売り上げ向上」のセミナー・コンサルティングを行っている。

## 沿革
- 2006年（平成18年）6月23日 - 設立。

## 事業内容
- コンサルティング
  - レストラン・ホテル・旅館・酒販店向け「飲料部門の売り上げ向上」に関するコンサルティング。
- セミナー・勉強会
  - レストラン・ホテル・旅館・酒販店の「経営者」「スタッフ」「関連各団体」を対象とした飲料販売・飲料基礎知識に関する勉強会の開催。
  - 無試験で取得できる「日本酒／焼酎／ワイン　ナビゲーター」の認定授与を行い、参加者のモチベーションアップに貢献。

## 講師
- 友田晶子（日本料飲ビジネス研究会会長）
  - トータル飲料コンサルタント（ワイン・日本酒・焼酎・ビール・カクテルなど酒と食に関する専門家）
  - シニアソムリエ、日本酒きき酒師、焼酎きき酒師
  - 東京芸術学舎 非常勤講師
  - 一般社団法人日本のSAKEとWINEを愛する女性の会代表理事
  - ふくい食のアンバサダー
  - 球磨焼酎大使

## 関連団体
- 社団法人日本ソムリエ協会
- NPO法人FBO
- SSI 日本酒サービス研究会・酒匠研究会連合会

## 関連会社
- ホスピタリティコミュニケーションズ